# Four Rode Out
Four Rode Out ist ein Western aus dem Jahr 1969. Die US-amerikanisch-spanische Koproduktion entstand unter der Regie von John Peyser. 

## Handlung
Marshall Ross jagt den steckbrieflich gesuchten Mexikaner Fernando Nunez. Er tut sich mit dem aalglatten Kopfgeldjäger Brown zusammen, der ebenfalls hinter Nunez her ist. Zu beiden gesellt sich Nunez’ Freundin Myra Polson. Nach einer Verfolgung in der Wüste wird Nunez gefasst. Nach der Gefangennahme müssen die vier auf dem Weg zurück mit den Problemen der Natur und ihren menschlichen Begehrlichkeiten fertigwerden.

## Kritik
Phil Hardy beschreibt die Regie als „plump, um nicht zu sagen brutal“, die Schauspieler böten nur verkümmerte Leistungen; auch Videohound's Golden Movie Retriever hält ihn für zweitklassig und brutal. Leonard Maltin benutzt dieselbe Formulierung.

## Bemerkungen
Die Außenaufnahmen des Filmes wurden in Almería gedreht. Die Sängerin des Filmliedes „The last time“, Janis Ian, ist auch zu Beginn des Filmes zu sehen. Der spanische Titel ist Cuatro cabalgaron. Im deutschen Sprachraum ist der Film bislang nicht aufgeführt worden.